# 브롤스타즈
브롤스타즈(Brawl Stars)는 슈퍼셀의 모바일 슈팅 게임이다. 2017년 6월 15일부터 1년 6개월 동안 베타테스트를 거치며 2018년 12월 정식 출시되었다. 모바일 환경에 슈팅 게임과 AOS의 묘미를 라이트하게 잘 이식했다는 평가를 받고 있으며, 슈퍼셀이 출시한 게임 중 출시 직후부터 지금까지 인기가 특히 높은 편이다. 3대3 PvP 팀전이 기본적이나, 맵 메이커 등의 다양한 모드 및 컨텐츠도 지원하고 있다.

## 게임 플레이
브롤스타즈에서 플레이어들은 다양한 게임 모드에서 다른 플레이어들이나 AI와 전투를 벌인다. 플레이어는 브롤러라는 이름을 가진 캐릭터들 중 하나를 선택할 수 있으며 브롤러들은 스타드롭, 브롤 패스, 챌린지, 크레딧, 보석을 통해 얻어서 전투에 사용할 수 있다. 브롤러들은 일반, 희귀, 초희귀, 영웅, 신화, 전설 등급으로 나뉜다. 현재는 크로마틱 등급이 삭제됐다.
브롤스타즈에서는 다양한 게임 모드를 선택하여 플레이할 수 있으며, 모드마다 다른 규칙과 목표가 있다. 각 게임 모드에서의 최대 플레이어 수까지 플레이어들을 초대하여 함께 플레이할 수 있다. 게임을 플레이하여 승리하면 트로피를 얻는데, 받는 트로피의 개수는 모드와 브롤러의 트로피마다 다르고 솔로 쇼다운, 듀오 쇼다운은 순위마다 받는 트로피의 개수가 다르다. 또, 한 팀의 트로피가 월등하게 낮으면  언더독이라고 무조건 일정양의 트로피를 받는다. (3vs3 모드에만 적용) 일정 트로피에 도달하면 보상을 받을 수 있다. 또한 스킨은 보석 또는 블링으로 구입하거나 브롤 패스나 클럽 코인, 무료 보상, 챌린지, 스타드롭을 통해 해제할 수 있다.
트로피 제도
2017년 9월 업데이트로 새로 생긴 기능. 트로피 초기화는 트로피가 500개를 넘는 브롤러에 적용된다. (현재는 1000트로피 이상일 시 트로피가 1000으로 초기화된다.)
매 시즌은 4주간 지속되며, 시즌이 종료될 때마다 501점 이상의 브롤러 중 트로피가 가장 높은 상위 10명의 점수는 (해당 점수 구간의 시작 점수) -1으로 초기화된다. 각 점수 구간은 25점 간격으로 나눠져 있다.
| 리그  | 트로피 | 보상                      |
| 랭크X | 5      | 파워 포인트 250           |
| 랭크X | 15     | 크레딧 160개              |
| 랭크X | 20     | 코인 75개                 |
| 랭크X | 30     | 브롤 볼 잠금 해제         |
| 랭크X | 40     | 파워 포인트 25개          |
| 랭크X | 50     | 스타 드롭 잠금해제        |
| 랭크X | 60     | 크레딧 320개              |
| 랭크X | 100    | 토큰 더블러 200개         |
| 랭크X | 150    | 젬 그랩 잠금 해제         |
| 랭크X | 200    | 스프레이 슬롯 1 잠금 해제 |
| 랭크X | 250    | 크레딧 350개              |
| 랭크X | 300    | 퀘스트 잠금 해제          |
| 랭크X | 350    | 특별 이벤트 잠금 해제     |
| 랭크X | 400    | 파워포인트 50개           |
| 랭크X | 450    | 코인 50개                 |

| 리그     | 트로피 | 보상                      | 리그       | 트로피 | 보상              |
| 우드 I   |        |                           | 브론즈 I   |        | 경쟁전 잠금해제   |
| 우드 I   | 550    | 코인 75개                 | 브론즈 I   | 1100   | 코인 100개        |
| 우드 I   | 600    | 파워 포인트 50개          | 브론즈 I   | 1200   | 파워 포인트 50개  |
| 우드 II  | 650    | 스프레이 슬롯 2 잠금 해제 | 브론즈 II  | 1300   | 크레딧 320개      |
| 우드 II  | 700    | 코인 100개                | 브론즈 II  | 1400   | 코인 200개        |
| 우드 II  | 750    | 크레딧 25개               | 브론즈 II  | 1500   | 파워 포인트 100개 |
| 우드 III | 800    | 팀 이벤트 잠금 해제       | 브론즈 III | 1600   | 크레딧 320개      |
| 우드 III | 850    | 파워 포인트 50개          | 브론즈 III | 1700   | 코인 200개        |
| 우드 III | 900    | 클럽 잠금 해제            | 브론즈 III | 1800   | 크레딧 25개       |
| 우드 III | 950    | 파워 포인트 100개         | 브론즈 III | 1900   | 파워 포인트 100개 |

| 리그     | 트로피 | 보상                      | 리그     | 트로피 | 보상                      |
| 실버 I   | 2000   | 크로마 크레딧 500개       | 골드 I   | 3000   | 크레딧 920개              |
| 실버 I   | 2100   | 코인 200개                | 골드 I   | 3100   | 코인 200개                |
| 실버 I   | 2200   | 크레딧 25개               | 골드 I   | 3200   | 파워 포인트 75개          |
| 실버 II  | 2300   | 파워 포인트 200개         | 골드 II  | 3300   | 코인 300개                |
| 실버 II  | 2400   | 코인 200개                | 골드 II  | 3400   | 크레딧 25개               |
| 실버 II  | 2500   | 크레딧 20개               | 골드 II  | 3500   | 스프레이 슬롯 4 잠금 해제 |
| 실버 III | 2600   | 코인 300개                | 골드 III | 3600   | 토큰 더블러 600개         |
| 실버 III | 2700   | 크레딧 25개               | 골드 III | 3700   | 크레딧 50개               |
| 실버 III | 2800   | 파워 포인트 50개          | 골드 III | 3800   | 파워 포인트 25개          |
| 실버 III | 2900   | 스프레이 슬롯 3 잠금 해제 | 골드 III | 3900   | 코인 200개                |

| 리그       | 트로피 | 보상                | 리그     | 트로피 | 보상              |
| 다이아 I   | 4000   | 크레딧 430개        | 신화 I   | 6000   | 크레딧 430개      |
| 다이아 I   | 4150   | 파워 포인트 150개   | 신화 I   | 6150   | 코인 300개        |
| 다이아 I   | 4300   | 코인 200개          | 신화 I   | 6300   | 크레딧 50개       |
| 다이아 II  | 4500   | 파워 리그 잠금 해제 | 신화 I   | 6400   | 코인 200개        |
| 다이아 II  | 4750   | 파워 포인트 50개    | 신화 II  | 6500   | 파워 포인트 150개 |
| 다이아 II  | 4900   | 코인 200개          | 신화 II  | 6750   | 코인 250개        |
| 다이아 III | 5000   | 크레딧 120개        | 신화 III | 7000   | 크레딧 120개      |
| 다이아 III | 5150   | 파워 포인트 50개    | 신화 III | 7150   | 코인 250개        |
| 다이아 III | 5300   | 크레딧 50개         | 신화 III | 7300   | 파워 포인트 50개  |
| 다이아 III | 5400   | 파워 포인트 100개   | 신화 IV  | 7500   | 크레딧 50개       |
| 다이아 IV  | 5500   | 코인 300개          | 신화 IV  | 7750   | 코인 250개        |
| 다이아 IV  | 5750   | 파워 포인트 50개    | 신화 IV  | 7900   | 파워 포인트 50개  |

| 리그     | 트로피 | 보상              |
| 전설 I   | 8000   | 크레딧 920개      |
| 전설 I   | 8150   | 코인 250개        |
| 전설 I   | 8300   | 파워 포인트 150개 |
| 전설 I   | 8400   | 코인 250개        |
| 전설 II  | 8500   | 크레딧 200개      |
| 전설 II  | 8750   | 코인 320개        |
| 전설 II  | 8900   | 파워 포인트 50개  |
| 전설 III | 9000   | 크레딧 120개      |
| 전설 III | 9150   | 코인 300개        |
| 전설 III | 9300   | 파워 포인트 50개  |
| 전설 III | 9400   | 크레딧 200개      |
| 전설 IV  | 9500   | 코인 250개        |
| 전설 IV  | 9750   | 크레딧 200개      |
| 전설 IV  | 9900   | 파워 포인트 50개  |

| 리그       | 트로피 | 보상              |
| 마스터 I   | 10000  | 전설 스타드롭     |
| 마스터 I   | 10200  | 코인 100개        |
| 마스터 I   | 10400  | 코인 200개        |
| 마스터 I   | 10500  | 코인 200개        |
| 마스터 I   | 10700  | 파워 포인트 100개 |
| 마스터 I   | 10900  | 코인 480개        |
| 마스터 II  | 11000  | 크레딧 80개       |
| 마스터 II  | 11200  | 파워 포인트 50개  |
| 마스터 II  | 11400  | 파워 포인트 50개  |
| 마스터 II  | 11500  | 파워 포인트 200개 |
| 마스터 II  | 11700  | 코인 480개        |
| 마스터 II  | 11900  | 파워 포인트 100개 |
| 마스터 III | 12000  | 크레딧 80개       |
| 마스터 III | 12200  | 코인 100개        |
| 마스터 III | 12400  | 코인 150개        |
| 마스터 III | 12500  | 코인 250개        |
| 마스터 III | 12700  | 파워 포인트 200개 |
| 마스터 III | 12900  | 코인 480개        |
| 마스터 IV  | 13000  | 크레딧 25개       |
| 마스터 IV  | 13200  | 파워 포인트 25개  |
| 마스터 IV  | 13400  | 파워 포인트 50개  |
| 마스터 IV  | 13500  | 파워 포인트 200개 |
| 마스터 IV  | 13700  | 코인 250개        |
| 마스터 IV  | 13900  | 파워 포인트 200개 |
| 마스터 V   | 14000  | 크레딧 80개       |
| 마스터 V   | 14200  | 코인 200개        |
| 마스터 V   | 14400  | 코인 300개        |
| 마스터 V   | 14500  | 코인 480개        |
| 마스터 V   | 14700  | 파워 포인트 150개 |
| 마스터 V   | 14900  | 코인 480개        |
| 마스터 V   | 15000  | 신화 스타드롭     |
| 마스터 V   | 15200  | 파워 포인트 200개 |
| 마스터 V   | 15400  | 코인 145개        |
| 마스터 V   | 15500  | 크레딧 25개       |
| 마스터 V   | 15700  | 파워 포인트 130개 |
| 마스터 V   | 15900  | 코인 480개        |

| 리그            | 트로피 | 보상              |
| 레드 마스터 I   | 16000  | 크레딧 80개       |
| 레드 마스터 I   | 16200  | 파워 포인트 40개  |
| 레드 마스터 I   | 16400  | 코인 145개        |
| 레드 마스터 I   | 16500  | 크레딧 25개       |
| 레드 마스터 I   | 16700  | 파워 포인트 100개 |
| 레드 마스터 I   | 16900  | 코인 500개        |
| 레드 마스터 I   | 17000  | 크레딧 80개       |
| 레드 마스터 I   | 17200  | 파워 포인트 40개  |
| 레드 마스터 I   | 17400  | 코인 145개        |
| 레드 마스터 I   | 17500  | 크레딧 25개       |
| 레드 마스터 I   | 17700  | 파워 포인트 130개 |
| 레드 마스터 I   | 17900  | 코인 480개        |
| 레드 마스터 II  | 18000  | 크레딧 80개       |
| 레드 마스터 II  | 18200  | 파워 포인트 40개  |
| 레드 마스터 II  | 18400  | 코인 145개        |
| 레드 마스터 II  | 18500  | 크레딧 25개       |
| 레드 마스터 II  | 18700  | 파워 포인트 130개 |
| 레드 마스터 II  | 18900  | 코인 480개        |
| 레드 마스터 II  | 19000  | 크레딧 80개       |
| 레드 마스터 II  | 19200  | 파워 포인트 40개  |
| 레드 마스터 II  | 19400  | 코인 145개        |
| 레드 마스터 II  | 19500  | 크레딧 25개       |
| 레드 마스터 II  | 19700  | 파워 포인트 100개 |
| 레드 마스터 II  | 19900  | 코인 480개        |
| 레드 마스터 III | 20000  | 크레딧 80개       |
| 레드 마스터 III | 20200  | 파워 포인트 40개  |
| 레드 마스터 III | 20400  | 코인 145개        |
| 레드 마스터 III | 20500  | 크레딧 25개       |
| 레드 마스터 III | 20700  | 파워 포인트 100개 |
| 레드 마스터 III | 20900  | 코인 480개        |
| 레드 마스터 III | 21000  | 크레딧 80개       |
| 레드 마스터 III | 21200  | 파워 포인트 40개  |
| 레드 마스터 III | 21400  | 코인 145개        |
| 레드 마스터 III | 21500  | 크레딧 25개       |
| 레드 마스터 III | 21700  | 파워 포인트 100개 |
| 레드 마스터 III | 21900  | 코인 480개        |
| 레드 마스터 IV  | 22000  | 크레딧 80개       |
| 레드 마스터 IV  | 22200  | 파워 포인트 40개  |
| 레드 마스터 IV  | 22400  | 코인 145개        |
| 레드 마스터 IV  | 22500  | 크레딧 25개       |
| 레드 마스터 IV  | 22700  | 파워 포인트 130개 |
| 레드 마스터 IV  | 22900  | 코인 480개        |
| 레드 마스터 IV  | 23000  | 크레딧 80개       |
| 레드 마스터 IV  | 23200  | 파워 포인트 40개  |
| 레드 마스터 IV  | 23400  | 코인 145개        |
| 레드 마스터 IV  | 23500  | 크레딧 25개       |
| 레드 마스터 IV  | 23700  | 파워 포인트 100개 |
| 레드 마스터 IV  | 23900  | 코인 480개        |
| 레드 마스터 IV  | 24000  | 크레딧 80개       |
| 레드 마스터 IV  | 24200  | 파워 포인트 40개  |
| 레드 마스터 IV  | 24400  | 코인 145개        |
| 레드 마스터 IV  | 24500  | 크레딧 25개       |
| 레드 마스터 IV  | 24700  | 파워 포인트 130개 |
| 레드 마스터 IV  | 24900  | 코인 480개        |
| 레드 마스터 V   | 25000  | 크레딧 80개       |
| 레드 마스터 V   | 25200  | 파워 포인트 40개  |
| 레드 마스터 V   | 25400  | 코인 145개        |
| 레드 마스터 V   | 25500  | 크레딧 25개       |
| 레드 마스터 V   | 25700  | 파워 포인트 130개 |
| 레드 마스터 V   | 25900  | 코인 480개        |
| 레드 마스터 V   | 26000  | 크레딧 80개       |
| 레드 마스터 V   | 26200  | 파워 포인트 40개  |
| 레드 마스터 V   | 26400  | 코인 145개        |
| 레드 마스터 V   | 26500  | 크레딧 25개       |
| 레드 마스터 V   | 26700  | 파워 포인트 130개 |
| 레드 마스터 V   | 26900  | 코인 480개        |
| 레드 마스터 V   | 27000  | 크레딧 80개       |
| 레드 마스터 V   | 27200  | 파워 포인트 40개  |
| 레드 마스터 V   | 27400  | 코인 145개        |
| 레드 마스터 V   | 27500  | 크레딧 25개       |
| 레드 마스터 V   | 27700  | 파워 포인트 130개 |
| 레드 마스터 V   | 27900  | 코인 480개        |
| 레드 마스터 V   | 28000  | 크레딧 80개       |
| 레드 마스터 V   | 28200  | 파워 포인트 40개  |
| 레드 마스터 V   | 28400  | 코인 145개        |
| 레드 마스터 V   | 28500  | 크레딧 25개       |
| 레드 마스터 V   | 28700  | 파워 포인트 130개 |
| 레드 마스터 V   | 28900  | 코인 480개        |
| 레드 마스터 V   | 29000  | 크레딧 80개       |
| 레드 마스터 V   | 29200  | 파워 포인트 40개  |
| 레드 마스터 V   | 29400  | 코인 145개        |
| 레드 마스터 V   | 29500  | 크레딧 25개       |
| 레드 마스터 V   | 29700  | 파워 포인트 145개 |
| 레드 마스터 V   | 29900  | 코인 4800000000   |

## 경기 보상
각 경기가 종료된 후 유저들에게 제공되는 트로피 보상 목록이다.

### 솔로 쇼다운
솔로 쇼다운의 트로피 등락 개수 및 토큰 보상이다.
| 점수 구간   | 순위 | 순위 | 순위 | 순위 | 순위 | 순위 | 순위 | 순위 | 순위 | 순위 |
| 점수 구간   | 1위  | 2위  | 3위  | 4위  | 5위  | 6위  | 7위  | 8위  | 9위  | 10위 |
| 0 ~ 49      | +10  | +8   | +7   | +6   | +4   | +2   | +2   | +1   | 0    | 0    |
| 50 ~ 99     | +10  | +8   | +7   | +6   | +3   | +2   | +2   | 0    | -1   | -2   |
| 100 ~ 199   | +10  | +8   | +7   | +6   | +3   | +1   | 0    | -1   | -2   | -2   |
| 200 ~ 299   | +10  | +8   | +6   | +5   | +3   | +1   | 0    | -2   | -3   | -3   |
| 300 ~ 399   | +10  | +8   | +6   | +5   | +2   | 0    | 0    | -3   | -4   | -4   |
| 400 ~ 499   | +10  | +8   | +6   | +5   | +2   | -1   | -2   | -3   | -5   | -5   |
| 500 ~ 599   | +10  | +8   | +6   | +4   | +2   | -1   | -2   | -5   | -6   | -6   |
| 600 ~ 699   | +10  | +8   | +6   | +4   | +1   | -2   | -2   | -5   | -7   | -8   |
| 700 ~ 799   | +10  | +8   | +6   | +4   | +1   | -3   | -4   | -5   | -8   | -9   |
| 800 ~ 899   | +9   | +7   | +5   | +2   | 0    | -3   | -4   | -7   | -9   | -10  |
| 900 ~ 999   | +8   | +6   | +4   | +1   | -1   | -3   | -6   | -8   | -10  | -11  |
| 1000 ~ 1099 | +6   | +5   | +3   | +1   | -2   | -5   | -6   | -9   | -11  | -12  |
| 1100 ~ 1199 | +5   | +4   | +1   | 0    | -2   | -6   | -7   | -10  | -12  | -13  |
| 1200 ~      | +5   | +3   | 0    | -1   | -2   | -6   | -8   | -11  | -12  | -13  |
| 토큰        | 34   | 28   | 22   | 16   | 10   | 8    | 6    | 4    | 2    | 0    |

### 듀오 쇼다운
듀오 쇼다운의 트로피 등락 개수 및 토큰/경험치 보상이다.
| 점수 구간   | 순위 | 순위 | 순위 | 순위 | 순위 |
| 점수 구간   | 1위  | 2위  | 3위  | 4위  | 5위  |
| 0 ~ 49      | +9   | +7   | +4   | 0    | 0    |
| 50 ~ 99     | +9   | +7   | +4   | 0    | -1   |
| 100 ~ 199   | +9   | +7   | +3   | -1   | -2   |
| 200 ~ 299   | +9   | +7   | +2   | -2   | -3   |
| 300 ~ 399   | +9   | +7   | +1   | -3   | -4   |
| 400 ~ 499   | +9   | +7   | 0    | -4   | -5   |
| 500 ~ 599   | +9   | +7   | 0    | -5   | -6   |
| 600 ~ 699   | +9   | +7   | 0    | -6   | -8   |
| 700 ~ 799   | +9   | +7   | 0    | -7   | -9   |
| 800 ~ 899   | +7   | +6   | -1   | -8   | -9   |
| 900 ~ 999   | +7   | +6   | -3   | -8   | -10  |
| 1000 ~ 1099 | +5   | +4   | -4   | -9   | -11  |
| 1100 ~ 1199 | +5   | +4   | -6   | -10  | -12  |
| 1200 ~      | +4   | +2   | -6   | -10  | -12  |
| 토큰        | 32   | 20   | 8    | 4    | 0    |

## 3대3 경기
젬 그랩, 브롤 볼, 이벤트 모드(하이스트, 핫 존, 바운티, 녹아웃, 바스켓 브롤)의 트로피 등락 개수 및 토큰/경험치 보상이다. 이벤트 모드 및 시즈 팩토리에서 무승부의 경우는 모든 점수 구간에서 트로피 변동이 없다.
| 일반 3대3 경기 |      |      |
| 점수 구간      | 승리 | 패배 |
| 0~29(1~3)      | +8   | 0    |
| 30~59(4~5)     | +8   | 0    |
| 60~99(6~7)     | +8   | -2   |
| 100~139(8~9)   | +8   | -2   |
| 140~219(10~12) | +8   | -3   |
| 220~299(13~14) | +8   | -4   |
| 300~499(15~19) | +8   | -5   |
| 500~599(20~)   | +8   | -6   |
| 600~699        | +8   | -6   |
| 700~799        | +7   | -6   |
| 800~899        | +7   | -7   |
| 900+           | +6   | -7   |
| 토큰           | 20   | 10   |
| 경험치         | 8    | 4    |

| 시즈 팩토리 경기 |      |      |
| 점수 구간(랭크)  | 승리 | 패배 |
| 0~29(1~3)        | +8   | 0    |
| 30~59(4~5)       | +8   | 0    |
| 60~99(6~7)       | +8   | -1   |
| 100~139(8~9)     | +8   | -2   |
| 140~219(10~12)   | +8   | -3   |
| 220~299(13~14)   | +8   | -3   |
| 300~499(15~19)   | +8   | -4   |
| 500~599(20~)     | +8   | -8   |
| 600~699          | 8    | -8   |
| 700~799          | 6    | -8   |
| 800~899          | 6    | -10  |
| 900+             | 4    | -10  |
| 토큰             | 40   | 20   |
| 경험치           | 16   | 8    |

### 브롤 패스
2020년 9월 게임 업데이트에 "브롤 패스"라는 새로운 보상 시스템이 추가되었다. 플레이어가 전투에서 경쟁할 때 브롤 패스를 따라 진행하기 위해 토큰을 얻는다. 플레이어는 브롤 패스에서 다양한 아이템을 얻을 수 있다. 브롤 패스에는 두 가지가 있다. 모든 플레이어는 기본적으로 무료 패스를 가지고 있고, 보석, 현금(현질)으로 브롤 패스를 구입할 수 있다. 하지만 2023년 12월 업데이트로 브롤패스는 변형되었다. 보석으로 못 사고 일반 브롤 패스는 9900원으로, 브롤 패스 플러스는15000원에 사야 한다.
레벨업
브롤러는 11레벨까지 레벨업 시킬 수 있다. 여기서 7레벨은 가젯(1000코인), 8레벨은 1기어, 9레벨은 스타파워(2000코인), 10레벨은 2기어, 11레벨은 하이퍼차지(5000코인)까지 얻을 수 있다.
아래 표는 브롤러의 레벨업에 필요한 코인과 PP다.
| 레벨       | PP(파워 포인트) | 누적 PP | 코인              | 누적 코인         |
| 1 → 2      | 20              | 20      | 20                | 20                |
| 2 → 3      | 30              | 50      | 35                | 55                |
| 3 → 4      | 50              | 100     | 75                | 130               |
| 4 → 5      | 80              | 180     | 140               | 270               |
| 5 → 6      | 130             | 310     | 290               | 560               |
| 6 → 7      | 210             | 520     | 480               | 1,040             |
| 가젯       | -               | -       | 1,000             | 1,000             |
| 7 → 8      | 340             | 860     | 800               | 1,840             |
| 기어 1     | -               | -       | 1,000/1,500/2,000 | 1,000/1,500/2,000 |
| 8 → 9      | 550             | 1,410   | 1,250             | 3,090             |
| 스타 파워  | -               | -       | 2,000(구매 시)    | 2,000(구매 시)    |
| 9 → 10     | 890             | 2,300   | 1,875             | 4,965             |
| 기어 2     | -               | -       | 1,000/1,500/2,000 | 1,000/1,500/2,000 |
| 10 → 11    | 1,440           | 3,740   | 2,800             | 7,765             |
| 하이퍼차지 | -               | -       | 5,000(구매 시)    | 5,000(구매 시)    |
| 종합       | 3,740           | 3,740   | 7,765 ~ 12,765    | 7,765 ~ 12,765    |

### 브롤러
브롤러들은 스타 드롭, 브롤 패스, 챌린지, 크레딧, 보석을 통해 얻어서 전투에 사용할 수 있다. 브롤러들은 일반, 희귀, 초희귀, 영웅, 신화, 전설 등급으로 나뉜다.
기본: 쉘리
희귀: 니타, 콜트, 불, 브록, 엘 프리모, 발리, 로사, 포코
초희귀: 제시, 다이너마이크, 틱, 8비트, 리코, 대릴 ,페니, 칼, 재키, 거스
영웅: 보, 엠즈, 스튜, 파이퍼, 팸, 프랭크, 비비, 비, 나니, 그리프, 에드거, 그롬, 보니, 행크, 게일, 콜레트, 벨, 샘, 애쉬, 롤라, 맨디, 펄, 메이지, 래리&로리, 안젤로, 베리, 셰이드, 미플
신화: 모티스, 타라, 진, 맥스, 스프라우트, 미스터P, 그레이, 바이런, 스퀴크, 윌로우, 더그, 척, 루, 러프스, 버즈, 팽, 이브, 자넷, 오티스, 버스터, R-T, 찰리, 미코, 멜로디, 릴리,클랜시, 모, 주주, 올리, 핑크스, 루미,재용
전설: 레온, 크로우, 스파이크, 샌디, 엠버, 메그, 체스터, 코델리우스, 서지, 키트, 드라코, 켄지
인피니티: 버즈 라이트이어
또한 크로마틱 등급도 존재했었는데, 2023 브롤리데이 업데이트 이후로 크로마 크레딧과 함께 삭제되고 기존의 크로마틱 브롤러들이 영웅~전설 등급으로 이동되었다. 펄, 맨디, 메이지, 샘, 롤라, 애쉬, 벨, 게일, 콜레트는 영웅 등급으로, 루, 러프스, 버즈, 팽, 자넷, 오티스, R-T, 찰리, 이브, 버스터는 신화 등급으로, 코델리우스, 서지는 전설 등급으로 변경되었다.
또 인피니티 레벨은 시즌한정으로 버즈 라이트이어가 나왔다.
스타파워
브롤러에게 패시브 격인 능력을 부여하거나 각 브롤러에 원래 있는 능력을 더 강화 시켜주는 시스템이다. 보통 기존 능력이나 운영을 보조해주는 역할을 하지만 보의 독수리의 눈이나 다이너마이크의 다이너점프, 재키의 친절한 반격과 같이 메타를 완전히 바꿔버리는 것도 있다. 각 능력은 패치 후에도 바뀌지 않았으며 얻는 방식과 가격이 조금 변경되었다. 초창기 1000코인으로 구매가 또는 상자 획득, 과거 상자 획득 or 상점에 가끔 2000코인 혹은 169보석에 판매였으나, 2022년 10월 기어 업데이트로 상시 코인 구매가 가능해졌다. 스타 파워가 있는 브롤러는 플레이할 때 캐릭터 아래에 있는 원에 브롤스타즈 로고 (해골) 모양이 있다. 스타 파워가 두 종류 존재하는 브롤러는 두 스타 파워를 다 잠금 해제하더라도 둘 중 하나의 스타 파워만 선택해 플레이 해야 한다. 스타 파워는 현재 각 브롤러당 2개씩이지만, 미래에 3번째 스타파워가 출시될 수도 있다고 한다. 당분간은 스타파워를 가진 유저가 적은 문제로 출시되지 않는다고는 하나 공식적으로 추후에 출시할 수 있다고 밝혔다. 이런 식으로 된다면 현재 2개씩 출시되고 있는 가젯도 3번째가 추가될 가능성도 높다. 다만 쉘리의 산탄 탄막->집중 사격, 콜트의 방탄 조끼->에드거의 하드코어 등 일부 3번째 스타파워들이 가젯으로 리메이크되어 출시되고 있어 3번째 스타파워들 대부분이 2번째 가젯으로 리메이크되어 출시되고 3번째 스타파워는 출시되지 않을 가능성도 있다. 현재 삭제된 스타파워로는 포코의 스완 송, 진의 격려의 손, 미스터 P의 빈 깡통, 8비트의 보너스 라이프, 게일의 두번째 바람, 비의 허니 코트, 브록의 네이팜 로켓, 페니의 마지막 한 방과 불꽃탄, 체스터의 방울 마니아가 있다.
스타 파워가 두 종류 존재하는 브롤러는 두 스타 파워를 다 잠금 해제하더라도 둘 중 하나의 스타 파워만 선택해 플레이해야 한다.
[스타파워 목록]
쉘리 - 밴드에이드
콜트 - 쾌속 장전기
불 - 모래 바위
제시 - 에너지 충전
브록 - 로켓 4호기
다이너마이크 - 다이너 점프
엘 프리모 - 유성 러시
포코 - 뮤직 클랜징
칼 - 스매싱 스핀
파이퍼 - 재빠른 저격
비비 - 끈끈한 풍선껌
모티스 - 장거리 돌진
스파이크 - 커브볼
레온 - 은신 치유
2번째 스타파워가 출시되었을 당시에는 브롤스타즈의 밸런스를 붕괴/현질 유도의 장본인이라고 비판을 받았다. 쉘리나 파이퍼의 경우는 스타파워 추가 전에도 충분히 좋은 브롤러라는 평을 받았지만, 새로운 스타 파워를 가지게 된 이후 사기급으로 날아올랐다. 기존 스타 파워의 성능이 영 아닌 브롤러들도 성능이 좋은 스타파워를 가지게 된 경우도 있지만, 반대로 신규 스타파워의 성능이 영 아닌 경우도 있다. 그리고 두 스타파워, 더 나아가 캐릭터 간 스타파워의 능력이 균등하지 않아 기존, 신규 스타 파워가 묻히거나 밸런스 붕괴가 생긴 경우도 있었다. 결국 스타파워를 얻기에는 오랜 시간과 투자가 필요한데, 신규 스타파워들의 출시로 현질 유도가 늘어났다. 현재 브롤러의 두 번째 스타 파워가 출시될 때 일러스트와 같이 공개된다.
특성
일부 브롤러들에게는 고유한 특성이 있다.
| 종류                                       | 해당 브롤러                                |
| 피해를 입으면 특수 공격 충전[151](탱커)    | 불, 엘 프리모, 로사, 재키, 프랭크, 드라코  |
| 주변에 적이 있을 시 특수 공격 충전[152]    | 버즈, 코델리우스, 릴리, 셰이드             |
| 물 위 걷기 가능                            | 이브, R-T(분리 모드), 안젤로, 주주, 셰이드 |
| 특수 공격이 완전히 충전된 상태로 게임 시작 | 샘                                         |
| 아군이 주위에 있을 시 특수 공격 충전       | 버스터                                     |
| 무작위 특수 공격                           | 체스터                                     |
| 특수 공격 자동충전                         | 대릴, 에드거, 척, 키트                     |
| 대기 시간에 비례하여 피해량 증가           | 펄                                         |
| 본인과 아군을 치유할 때마다 특수 공격 충전 | 베리                                       |
| 탄환 명중 시 레벨업용 토큰 획득            | 클랜시                                     |
| 적에게 피해를 줄 때마다 체력 회복          | 켄지, 에드거                               |

스킨
모든 브롤러들은 외형, 이펙트, 승패 모션, 전용 핀 등을 변화시켜 주는 스킨을 적어도 1개 이상은 가지고 있으며, 보석, 골드, 블링, 현금등을 지불하고 구입할 수 있다.
스킨은 단순히 외형만 변하는 것부터 시작해서, 공격 이펙트, 효과음, 승리/패배 시 애니메이션, 목소리가 변하기도 하고, 심지어는 전용 대사를 가지기도 한다. 물론 변화하는 수가 많을수록 가격이 비싸지는 경우가 대다수이다. 최근에는 79 보석 정도의 저가 스킨에도 특성을 많이 넣어주는 편이다. 29보석짜리 스킨들 중에서도 이펙트 변화가 있는 스킨들이 있다.
스킨은 카탈로그에서, 혹은 상점에서 보석이 할인된 가격으로 구입할 수 있으며, 한국 기준 오후 5시가 지날 때마다 4개씩 갱신된다. 이후 브롤패스 시즌 18 업데이트에서 스타 포인트가 삭제되며 스타 스킨은 블링 및 보석으로 구입할 수 있게 되었다.
지금은 블링으로 대체된 스타 포인트로 살 수 있었던 '스타 스킨'이 존재했었다. 대부분 기존 스킨의 팔레트 스왑 버전이지만, 스타 포인트가 보석에 비해 모으기가 월등히 쉬운 만큼 구입하기 쉽다는 장점이 있다. 일반 스킨처럼 한국 기준 오후 5시가 지날 때 마다 2개씩 갱신되었다. 현재는 모두 블링 혹은 보석으로 상시 구매할 수 있다.
특정 스킨들은 시즌 기간에 한정 판매하는 경우도 있다. 이 경우에는 시즌 기간 동안 언제든지 스킨을 구입할 수 있지만, 대신 시기를 놓치면 다음 시즌까지 기다려야 한다. 이 스킨들의 경우 스킨 이름 옆에 전용 아이콘이 달려 있다. 2021년 1월 8일 이후에는 2018년 브롤리데이 스킨의 판매 종료, 2021년 3월 1일 이후에는 2019년 설날 스킨의 판매 종료, 2021년 11월 8일 이후에는 2019년 브롤로윈 스킨의 판매 종료, 2022년 2월 14일 이후에는 2020년 설날 스킨의 판매가 종료되어 더 이상 구매할 수 없어진다. 그러나 가끔씩 테마가 비슷한 시즌에 약간씩 외형을 변화시켜 판매하기도 한다.
콜라보레이션 스킨이나 이벤트, 배포 스킨 등도 스킨 이름 옆에 전용 아이콘이 달려 있기도 하다.
2020년 5월 업데이트 이후로 로커 모티스, 터치다운 불, 셰프 마이크, 붐박스 브록, 원시인 프랭크의 스킨이 '아카이브'로 이동되었고, 2021년 8월 업데이트 이후로 핫휠 브록, 바이킹 불, 마스코트 대릴 스킨이 '아카이브'로 이동되었다. '아카이브'로 이동된 스킨은 상점 로테이션에서 제외되어, 1년에 한두 번, 짧은 기간 동안만 팔아서 스킨의 희소성이 높아진다.
2020년 7월 업데이트로 일부 브롤러에게 트루 실버, 트루 골드 스킨이 추가되었다. 9레벨 이상의 브롤러를 가지고 있다면 10000골드로 그 브롤러의 트루 실버 스킨을 구매할 수 있으며, 트루 실버 스킨을 보유하고 있다면 25000골드로 해당 브롤러의 트루 골드 스킨을 구매할 수 있다. 기본적으로는 몸 전체가 은색, 금색으로 변하는 것이 전부이나, 2020년 11월 업데이트로 둘 다 반짝이는 효과, 골드 스킨의 경우 후광 효과까지 추가되었다.
2020년 12월 15일 이후에는 보석으로 구매하는 스킨의 가격이 1보석씩 감소하였다(예: 80보석 초희귀 스킨은 이후 79보석으로 가격 하강).
2022년 3월 업데이트로 지난 시즌의 한정 스킨(브롤 패스, 파워 리그 스킨, 시즌 스킨)들은 출시했을 때(혹은 시즌이 끝나기 전까지)만 한정적으로 팔고, 그 시즌이 끝난 지 1년이 지난 뒤에 다시 특가로 팔게 할 수 있도록 허용하게 변경된다. 단, 이 규칙은 11시즌의 한정 스킨들부터 적용되며 10시즌 이전 한정 스킨에는 적용되지 않는다. 즉, 영구 단종이라는 것이다. 마치 클래시 오브 클랜의 시즌 도전 보상으로 얻을 수 있는 영웅 스킨들처럼 말이다. 이쪽은 이미 2년 전인 2020년 3월 업데이트 때 그 시즌이 시작된 때로부터 1년이 지난 후로부터 다시 상시적으로 구매할 수 있게 되었다(예: 해적콜트는 브롤리데이한정으로 판매 되었으나, 이후 바다의 해적 시즌에 노장더그와 함께 판매됨.).

2023년 5월 업데이트로 스킨에 희귀, 초희귀, 영웅, 전설 희귀도가 추가되었으며 동년 6월에 신화 희귀도가 추가되었다.
[ 스킨의 요소 ]
- 브롤러 전용 외형 - 브롤러의 외형이 바뀌며, 모든 스킨들에게 있는 요소이다.
- 터렛 전용 외형 - 고정형 소환물의 모습이 바뀐다.
- 펫 전용 외형 - 소환물의 모습이 바뀐다.
- 전용 텍스쳐 - 무기의 모양이 바뀌는 것이다. PSG 쉘리, 마스코트 대릴 등등. 2020년 3월 업데이트 이후로 출시되거나 리모델링된 스킨들에게만 이 요소가 있다.
- 전용 이펙트 - 공격의 이펙트가 바뀌는 것. 주로 79보석 이상의 스킨들에 있는데, 골드 발리는 29보석인데도 술병의 모양이 바뀐다.
- 전용 얼굴 애니메이션(생략됨) - 브롤러의 표정 변화가 바뀐다. 전용 애니메이션이 있는 스킨에 주로 있다.
- 전용 애니메이션 - 브롤러의 승리/패배 모션이 바뀌게 된다. 주로 149보석 이상의 스킨들인데, 최근에는 79보석짜리 스킨도 적용되고 있다.
- 전용 사운드 효과 - 브롤러의 공격 사운드가 변하게 된다. 예를 들어 바캉스 팸의 경우 공격 소리가 물이 튀기는 소리로 변경된다.
- 전용 음성 - 브롤러의 목소리가 변조된다. 일부 149보석 이상의 스킨들에 적용된다.
- 전용 대사(생략됨) - 브롤러의 대사 자체가 변한다. 전용 음성이 있는 전설 스킨 일부만 있다.

스킨의 종류
- 트루 실버/골드 스킨: 9레벨에 도달한 브롤러가 있을 경우 해당 브롤러의 트루 실버 스킨이 뜨게 된다. 트루 실버 스킨이 있을 경우에는 트루 골드 스킨이 뜬다. 2020년 11월 업데이트 이전에는 그냥 몸을 도금해놓은 수준이었지만 2020년 11월 업데이트로 조금 화려하게 변경되었다. 이펙트는 변화 없이 기본 스킨의 이펙트 그대로다. 도금한 스킨이라 그런지 모션에서 얼굴 표졍 변화없이 모두 그 상태로 굳어있다. 구매 가격의 경우, 트루 실버 스킨은 10000 골드, 트루 골드 스킨은 25000 골드.
- 보석 스킨: 보석으로 구매할 수 있는 스킨 중 언제든지 살 수 있는 것이다. 29 ~ 299 보석에 구매할 수 있다.
- 블링 스킨: 희귀 스킨과 초희귀, 영웅 스킨만 구매할 수 있다. 1000~5000 블링에 구매할 수 있다.(1000~2500개는 희귀, 초희귀 스킨으로 추천하지 않는다)
- 스타 스킨: 스타 포인트로 구매할 수 있는 스킨. 현재는 스타 포인트가 블링으로 대체되어 해당 스킨 분류가 사라졌다. 스타 상점이라는 별도의 칸에서 판매하며 매일 2개씩 초기화된다. 주로 다른 스킨의 팔레트 스왑 버전의 스킨들이 있다. 500 ~ 50000 스타 포인트로 구매할 수 있었다.
  - 그러나 파워 리그 스킨(25000 스타 포인트)의 경우 스타 포인트로 사는 스킨이지만 퀄리티는 말벌 보를 제외하면 매우 좋다.

- 브롤 패스 보상 스킨: 시즌 2부터 시즌 17까지는 구매 보상 스킨과 진척도 보상 스킨이 있다. 시즌 2~10까지의 브롤 패스 스킨은 시즌 내에 브롤 패스를 구매하지 않을 경우 절대로 얻지 못한다. 시즌 11부터의 스킨은 시즌 내에 구매하지 않으면 1년 후에 특가로 나온다. 구매 보상 스킨은 해당 브롤러가 없을 경우 그 브롤러도 준다. 시즌 12 이전의 스타 포코, 시즌 17 업데이트 이전의 총잡이 콜트를제외하면 모두 퀄리티가 높은 편이다.  18시즌 이후에는 1시즌처럼 진척도 보상 스킨만이 있지만, 구매 보상으로 2750 블링을 지급하고, 시즌 시작 후 2750블링으로 즉시 구매 가능한 스킨이 나온다.
- 브롤 시즌 스킨
  - 설날 브롤 스킨: 설날 및 추석 기간에만 판매하는 스킨이다. 다른 두 기간 한정 판매 스킨과는 다르게 매해마다 테마가 다르다.
  - 브롤로윈 스킨: 할로윈 기간에만 판매하는 스킨으로 할로윈 테마의 스킨이다.
  - 브롤리데이 스킨: 연말연시 기간에만 판매하는 스킨이다. 원래는 2019 브롤리데이 스킨도 포함되었으나, 시즌 10 업데이트로 모두 해적 스킨으로 이동되었다.

- 이벤트 스킨: 레트로폴리스 스킨, 골든 위크 스킨, 발렌타인데이 스킨, 해적 스킨, 슈퍼셀 타 게임(클래시 오브 클랜) 콜라보 스킨, 메카 스킨, 부활절 스킨, 추석 스킨, 월드파이널 기념 스킨, 기타 등등이 있다.
- 브라운 앤 프렌즈 스킨: 라인 프렌즈 콜라보 스킨. 한정 판매는 아니지만 블링으로 살 수 없다.
- BT21 스킨: BT21 콜라보 스킨. 한정 판매는 아니지만 블링으로 살 수 없고, 할인 상품으로도 등장하지 않는다.
- Supercell MAKE 스킨: Supercell MAKE라는 사이트에서 우승한 스킨이 정식 스킨으로 출시되는 것이다.
- 무료 스킨: 가끔씩 무료로 배포되는 스킨. 주로 역사적인 기간이나 브롤리데이일 때 배포하며, 판매 기간이 지날 경우 다시는 구할 수 없다. 대표적으로 바바리안 킹 불이 있는데, 이펙트와 모션이 거의  변화 없지만 슈퍼셀 기념으로 만들어진 스킨이라 인기가 많다.
  - 스타 쉘리 / 브롤스타즈 정식 출시
  - 바바리안 킹 불 / 슈퍼셀 설립 10주년|클래시 오브 클랜 10주년
  - 붉은 용 제시 / 브롤스타즈 중국 정식 출시
  - 메가 상자 대릴 / 브롤스타즈 중국 출시 1주년
  - 오메가 상자 대릴 /브롤스타즈 40억 테이크타운 이벤트

- 기념일 스킨: 브롤스타즈가 정식 출시한 달인 12월에 무료로 배포하는 스킨으로, 24일부터 일정 기간 동안 획득할 수 있다. 브롤러의 리모델링 이전 기본 스킨을 다듬은 것이 특징. 스킨 아이콘은 베타 테스트 극초기(2017.06. ~ 2017.12.) 기간의 브롤스타즈 아이콘이다. 무료 스킨들과 마찬가지로 기간이 지나면 다시 구할 수 없다.
  - 리코셰 / 2019년 (초휘귀 등급)
  - 올드스쿨 브록 / 2020년 (초휘귀 등급)
  - 클래식 다이너마이크 / 2021년 (영웅 등급)
  - 클래식 쉘리 / 2022년 (휘귀 등급)
  - 다크 앤젤 콜트/ 2023년 (영웅 등급)

- 아카이브 이동 스킨: 일부 보석 구매 스킨들이 아카이브로 이동하며 리모델링을 하게 되는데, 이동하고 나서는 판매가 중단되며 작업이 완료될 경우 1년에 1~2번으로 구매 기회가 줄어들게 된다.
  - 셰프마이크 / 149->79보석
  - 터치다운 불 / 79->39보석
  - 붐박스 브록 / 79->39보석
  - 원시인 프랭크 / 79->39보석
  - 바이킹 불 / 79->39보석
  - 마스코트 대릴 / 79->39보석

- 파워 리그 스킨: 특정한 스킨 구매 권한 해금 조건을 충족하면 구매 옵션이 잠금 해제된다. 구매 옵션을 잠금 해제하게 되면 25000 스타 포인트로 스킨을 구매할 수 있었다. 18시즌 이후 스타 포인트가 블링으로 대체되며 5000 블링 혹은 149 보석으로 구매 방식이 바뀌었다. 브롤 패스 스킨들과 마찬가지로 시즌 10까지의 스킨은 조건을 달성하지 못하면 영구적으로 구매할 수 없다. 그러나 외형의 일부를 바꾸거나 색을 바꾸어 판매해 일부 고인물 유저들은 반론을 제기하기도 한다.(예: 스타쉘리 외형변화 판매 이론 사건)
- 시즌 1 : 로보틱 페니 / 파워 리그 50판 플레이
- 시즌 2 : 카우보이 8비트 / 파워 리그 100판 플레이
- 시즌 3 : 제트스키 재키 / 파워 리그 50판 승리
- 시즌 4 : 마법사 바이런 / 파워 리그 30판 승리
- 시즌 5 : 영화감독 버즈 / 파워 리그 60라운드 승리
- 시즌 6 : 니안 니타 / 파워 리그 60라운드 승리
- 시즌 7 : 말벌 보 / 파워 리그 60라운드 승리
- 시즌 8 : 충돌 테스트 대릴 / 파워 리그 60라운드 승리
- 시즌 9 : 우편배달부 브록 / 파워 리그 60라운드 승리
- 시즌 10 : 무법의 롤라 / 파워 리그 60라운드 승리
- 시즌 11 : 검표원 콜레트 / 파워 리그 60라운드 승리
- 시즌 12 : 피냐타 애쉬 / 파워 리그 60라운드 승리
- 시즌 13 : 호랑나비 파이퍼 / 파워 리그 60라운드 승리
- 시즌 14 : 재규어 수호신 메그 / 파워 리그 60라운드 승리
- 시즌 15 : 스톤 트롤 루 / 파워리그 60라운드 승리
- 시즌 16 : 약탈 전사 메이지 / 파워 리그 60라운드 승리
- 시즌 17 : 코브라 롤라 / 파워 리그 60라운드 승리
- 시즌 18 : 최종보스 리코 / 파워 리그 60라운드 승리
- 클럽 리그 스킨: 현재는 사라진 클럽 상점에서만 구매할 수 있는 스킨으로 예전에는 2500 클럽 코인으로 구매할 수 있었다.
  - 닭 리코
  - 냄새나는 치즈 마이크
  - 감자 스퀴크
  - 사자 불
  - 피자 화덕 애쉬

- 전설 스킨: 299 보석이라는 비싼 가격대를 자랑하는 스킨들이다. 그러나 퀄리티가 대체적으로 굉장히 높다. 블링 으로 구매할 수 없다.
- 메카 보 (라이트, 골드)
- 불사조 크로우
- 메카 크로우 (나이트, 골드)
- 로보 마이크
- 사악한 여왕 팸
- 메카 모티스(라이트, 다크)
- 운동부 주장 스튜
- 메카 에드거(버전 00,버전 01)
- 상아 니타
- 레드 킹, 블루 킹 프랭크
- 백신 8비트
- 손오공 미코
- 애니 스파이크
- 메카 콜트 (파라곤, 빌런)
- 메카 레온 (라이트, 섀도우)
- 얼음 여왕 앰버

## 개발 및 출시
슈퍼셀은 리그 오브 레전드 및 오버워치와 비슷한 장르의 게임을 개발하기 시작했다. 팀은 먼저 모바일 기기를 염두에 두고 설계된 그런 게임을 만들고 싶었다고 한다. 슈퍼셀의 프랭크 캐인버그는 "우리는 많은 단점을 제거하면서 많은 재미를 유지하는 데 중점을 두었습니다."라고 밝혔다. 브롤스타즈에는 배틀 로얄 장르의 일부 요소가 포함되어 있지만 이 장르의 모든 것이 시작되기 전에 구현되었다.
이 게임은 게임의 거의 모든 측면이 변경된 긴 소프트 런칭 기간으로 유명하다. 슈퍼셀은 2017년 6월 14일 라이브 스트림 비디오를 통해 브롤스타즈를 공식적으로 발표했다. 다음 날 캐나다에서 iOS 대상 제한적으로 출시하였다. 제한적 출시는 522일 동안 지속되었으며 이 기간 동안 게임이 실제로 일반적으로 출시될 수 있을지 내부적으로 의구심이 오갔다. 처음에는 게임이 탭 투 무브 모드로 진행되었고 플레이어가 화면을 탭하게 했으나, 이는 결국 아날로그 컨트롤을 사용하고 가로 모드에서 플레이하는 플레이어로 변경되었다. 기타 변경 사항에는 UI 변경, 메타 게임을 변경하고 게임을 2D에서 3D로 전환하였다. 프랭크 캐인버그는 힘들었던 베타 기간을 "성공을 어떻게 할 수 있을지 확신이 서지 않는" 새로운 장르에서 작업하는 개발자에게 돌렸다. 이 게임은 2018년 1월 19일 핀란드, 스웨덴, 덴마크, 노르웨이, 아일랜드, 싱가포르, 홍콩, 마카오 및 말레이시아에서 iOS용으로 제한적 출시되었으며, 2018년 6월 26일에 안드로이드로 제한적 출시되었다.
브롤스타즈는 2018년 12월 12일에 전 세계적으로 정식 출시되었다. 출시 첫 달 만에 6300만 달러 이상을 벌었다. 2020년 6월 9일에 브롤스타즈가 중국에서 출시되었다.

### 파트너십
브롤스타즈는 라인프렌즈와 파트너십을 맺고 공식 굿즈, 라인프렌즈 캐릭터를 기반으로 한 새로운 브롤러 스킨, 라인 메신저의 핀 팩 및 새로운 콘텐츠를 제작하였다. 2020년 1월 한국에 팝업스토어를 열어 파트너십 상품을 판매했었다. 상품은 주요 라인프렌즈 소매점과 온라인에서도 구입할 수 있다.
브롤스타즈는 파리 생제르맹 FC와 제휴하였다. (PSG)는 2019년 PSG의 e스포츠 사업부가 주관하는 브롤스타즈 볼 컵을 개최하였다. 3개의 온라인 예선 이벤트와 온라인 플레이오프 이벤트가 있었다. 상위 2개 팀은 결승전을 위해 파리로 향했다. 결승전은 PSG의 홈구장인 Parc des Princes에서 생중계되었다. 모든 경기는 축구와 같은 유사한 게임 모드인 브롤 볼로 진행되었다.
브롤스타즈는 2020년과 2021년에 PSG와 다시 파트너십을 맺었다. 파트너십 기간 동안 게임은 파리 생제르맹 챌린지를 시작했다. 챌린지는 브롤스타즈 챔피언십 챌린지와 유사하지만 모든 경기는 브롤 볼 게임 모드를 플레이하여야 했다. 2020년에 9승 4패 이하의 플레이어를 위한 쉘리의 PSG 스킨을 냈다. PSG의 e스포츠 부서에는 2020년 챔피언십 챌린지에서 경쟁한 팀도 있었다. 2021년에는 다이너마이크를 위한 PSG마이크 스킨을 냈다.

## 반응

### 수상
브롤스타즈는 제15회 영국 아카데미 게임 어워드에서  및 "올해의 EE 모바일 게임" 부문을 수상했다.

### 비평
브롤스타즈는 리뷰 수집기 메타크리틱에서 "보통 또는 평균" 리뷰 또는 100개 중 72개를 받았다.
포켓 게이머의 해리 슬레터는 브롤스타즈에 5점 만점에 3점을 주었다. 글로벌 출시 직후 게임을 리뷰한 그는 게임 진행 상황을 칭찬하였다. 그는 게임의 배틀로얄 모드인 쇼다운이 게임에 있는 모든 게임 모드 중 가장 재미없다고 비판했다. 그는 쇼다운이 "장르의 진정한 광기를 포착하지 못하고 있으며, 맵에 있는 모든 플레이어와 그들이 무엇을 하고 있는지 거의 볼 수 있기 때문에 뚜렷한 긴장감이 부족합니다."라고 말했다. 그는 "브롤스타즈에서 뭔가 빠졌다. 플레이하고, 새로운 캐릭터를 얻고, 새로운 모드를 잠금 해제할 수 있지만, 마땅히 해야 할 것만큼 즐거운 시간을 보낼 수는 없다"고 말하였다. 그는 계속해서 "액션은 비교적 단순합니다. 팀 경기에서 처음 몇 초 안에 게임이 어떤 방향으로 흘러갈지 알 수 있습니다."라고 말했다. 그는 게임이 "많은 사람들이 기대했던 멀티플레이어 모바일 액션을 위한 큰 진전"처럼 보이지 않았기 때문에 실망스럽다는 결론을 내렸다.
148 앱스의 캠프밸 버드는 5점 만점에 3.5점을 주었다. 그녀는 게임이 "아래나 오브 바올과 오버워치를 결합한 것 같다"라고 언급하면서 시작했다. 그녀는 게임의 그래픽과 개발자가 플레이어가 다시 플레이하도록 권장하는 진행 시스템의 구현과 빠른 매치메이킹을 칭찬했다. 그러나 그녀는 게임의 컨트롤이 "이상하게 느슨하고 흐릿한" 느낌, 캐릭터가 "예측 가능한 영웅 슈팅 전형"에 빠지는 느낌, 그리고 "게임의 모든 모드가 이전에 본 것의 일부 변형"이라고 주장했다. 다른 더 나은 멀티플레이어 슈팅 게임이 필요하다고 하였다. 그녀는 또한 빈번한 연결 문제와 불균형한 팀이 게임 플레이 경험을 덜 즐겁게 만든다고 강조했다.

### 상업적 성공
브롤스타즈는 2억 회 이상 다운로드되었다. 2020년에 브롤스타즈는 유럽에서 모바일 게임 중 두 번째로 높은 매출을 기록했다. 2020년에는 총 5억 2,600만 달러의 수익을 올렸으며 이는 전체 기간 수익의 절반 이상을 차지했다. 또한 슈퍼셀의 네 번째 게임으로 매출이 10억 달러를 넘어섰다.

## 브롤스타즈 챔피언십
브롤스타즈 챔피언십은 전 세계 플레이어를 위한 공개 토너먼트이다. 이 토너먼트는 월간 게임 내 챔피언십 챌린지로 구성되어 플레이어가 5가지 게임 모드와 맵에서 4번 미만의 패배를 하고 15승을 하기 위해 전투에서 경쟁한다. 15승 후, 플레이어는 다음 단계인 지역 월간 예선전을 진행한다. 여기서 플레이어는 16세 이상이어야 참가할 수 있다. 예선전 승리하면 플레이어는 지역 월간 결승전에 진출할 수 있다. 지역 결승전을 승리하면 세계 결승전까지 갈 수 있었다.
2019년에 이 챔피언십은 브롤스타즈 월드 챔피언십이란 이름으로 알려졌다. 2019년 11월 15일부터 11월 16일까지 벡스코에서 개최되었다. 1등 우승자는 3-0으로 승리한 노바 E스포츠였다. 경쟁하는 다른 참가자로는 애니멀 찬푸루, 트리블 게이밍, 3베어스, 스페이스스테이션 게이밍, PSG E스포츠가 참가하였다. $250,000 상금이 있는 브롤스타즈의 첫 번째 국제 이벤트였으며 북미, 유럽, 라틴 아메리카, 동남아시아, 일본, 한국의 팀이 참가했다.
2020년 월드 파이널은 11월 21일부터 22일까지 기본 상금 $1,000,000로 열렸다. 금액의 절반은 게임 내 챔피언십 패키지 수익금을 통해 모금되었다. 원래 폴란드 카토비체에서 열릴 예정이었으나 코로나19 팬데믹으로 온라인으로 연기된 월드 파이널에는 8개 팀이 참가했다. PSG E스포츠는 $200,000의 상금으로 올해 챔피언십의 우승자였다. 다른 상금은 2~8위를 차지한 다른 팀으로 나누어졌다.
2021년에는 브롤스타즈 챔피언십이 2월 20일에 시작되었다. 챔피언십에는 2월부터 9월까지 한 달에 한 번 열리는 8개의 시즌이 있다. 챔피언십 챌린지와 월간 예선은 각각 시즌당 이틀 동안 생중계되었다. 지역 월간 예선에서 상위 8개 팀이 지역 월간 결선에 진출하였다. 11월 26일부터 28일까지 루마니아 부쿠레슈티에서 직접 개최될 예정인 월드 파이널에 7개 지역의 월간 파이널 16개 팀이 한자리에 모였다. 2021년의 상금은 월간 결승전에서 $600,000이었다. 게임 내 제안을 통해 이 금액을 늘릴 수 있었으며 세계 결승전에서는 최소 $500,000이었다.

## 같이 보기
- 슈퍼셀
- 클래시 로얄
- 클래시 오브 클랜
- 헤이데이
- 스쿼드 버스터즈
- 붐비치